# پرتوانی (ترکیبات بیولوژیکی)

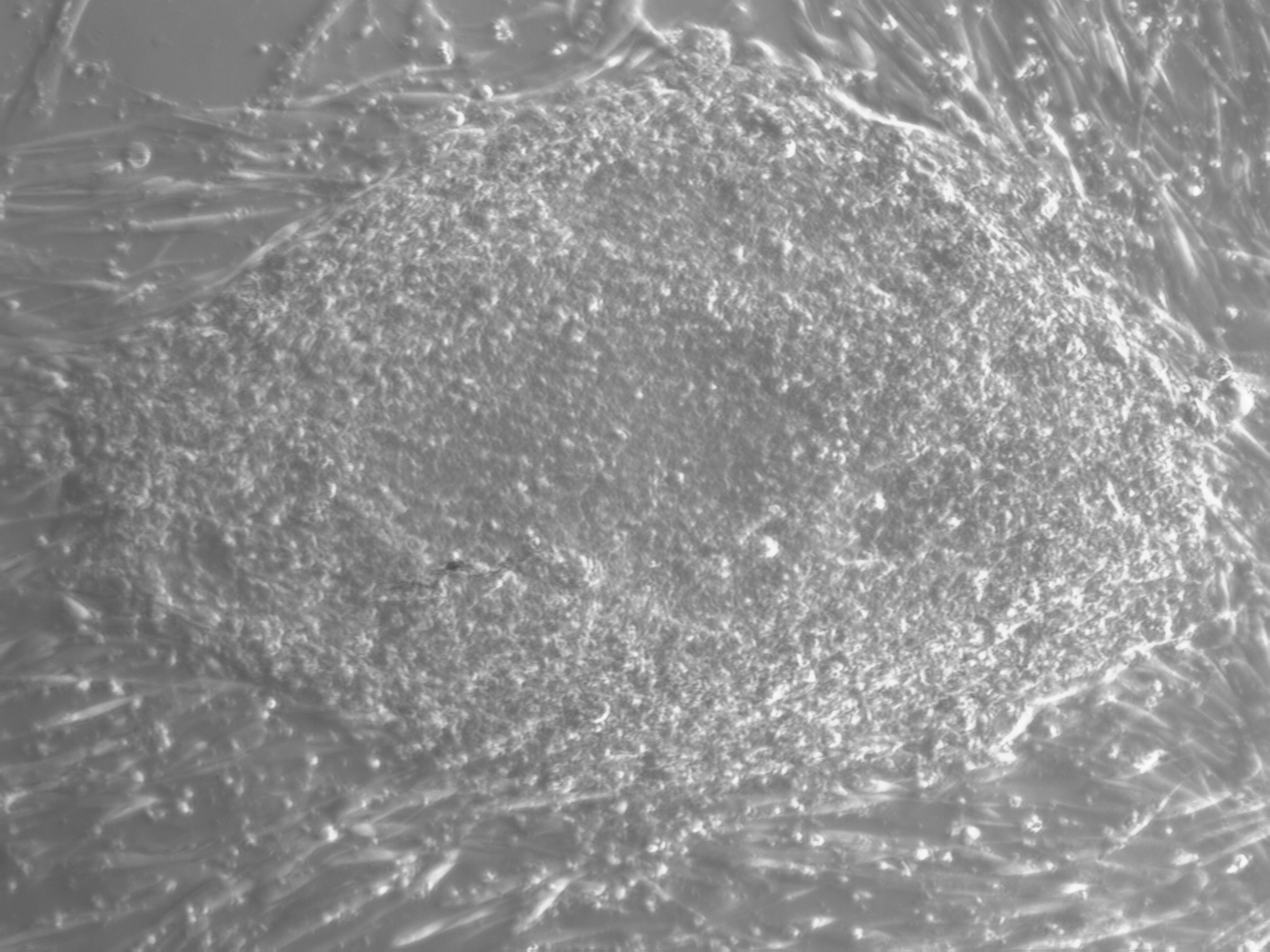
این تصویر، کلونی از رده سلول‌های بنیادی جنینی انسان HD90 را نشان می‌دهد که پرتوانی آن‌ها، یعنی توانایی تمایز به هر سه لایه زایای جنینی (اکتودرم، مزودرم و اندودرم)، را برجسته می‌کند.

پرتوانی در ترکیبات بیولوژیکی (انگلیسی: Pluripotency) توانایی برخی از مواد برای ایجاد چندین پاسخ بیولوژیکی متمایز را توصیف می‌کند. پرتوان نیز به عنوان چیزی توصیف می‌شود که پتانسیل رشد ثابتی ندارد، مانند توانایی تمایز به انواع سلول‌های مختلف در مورد سلول‌های بنیادی پرتوان.
یکی از انواع سلول‌های پرتوان به نام سلول‌های بنیادی خونساز، بالقوه می‌تواند به طیف وسیعی از سلول‌ها با عملکردهای متفاوتی تمایز یابد. این سلول بنیادی می‌تواند گلبول‌های قرمز، پلاکت‌ها، ماست‌سل‌ها، سلول‌های دندریتیک، ماکروفاژها، لنفوسیت‌ها، نوتروفیل‌ها، بازوفیل‌ها و ائوزینوفیل‌ها را تولید کند. هر یک از این سلول‌ها عملکرد متفاوتی دارند، اما همهٔ آنها به عنوان بخشی از سیستم ایمنی با هم کار می‌کنند. مونوسیت‌ها می‌توانند به سلول‌های دندریتیک یا ماکروفاژها تمایز پیدا کنند. ماکروفاژها با گیرنده‌های شیمیایی و ذرات خارجی فاگوسیتوز پوشانده شده‌اند، اما در مورد پاسخ‌های ایمنی مشخص هستند. سپس آنتی‌ژن را روی سطح خود ارائه می‌کنند تا سیستم ایمنی اکتسابی (لنفوسیت‌ها) را به عنوان پشتیبان تحریک کنند.
مثال دیگر لنفوسیت‌هایی به نام سلول‌های نابالغ (T-helper) ساده هستند. این سلول‌ها پس از فعال شدن توسط سلول‌های ارائه دهندهٔ آنتی‌ژن (APCs) مانند دندریت‌ها می‌توانند به زیرگروه‌های زیادی متمایز شوند. آنها به سلول‌های حافظه، TH1، TH17، و TH2 تقسیم می‌شوند. سلول‌های حافظه صرفاً به منظور داشتن یک الگو برای استفاده در مورد عفونت مجدد ساخته شده‌اند تا بدن به جای شروع به سازه دوباره (با استفاده از الگو) ساختن شروع شود، گویی هرگز آلوده نشده است. سلول‌های TH17 وظایف مختلفی از جمله جذب نوتروفیل‌ها، ایجاد دیفنسین‌ها و واسطه‌گری التهاب در اپیتلیوم روده و پوست را انجام می‌دهند. سلول‌های TH2 سیتوکین‌هایی تولید می‌کنند که سلول‌های B خاصی را تحریک می‌کنند. سلول‌های B می‌توانند به سلول‌های حافظه یا سلول‌های پلاسما تمایز یابند. سلول‌های پلاسما B آنتی‌بادی‌هایی را تولید می‌کنند که برای برچسب زدن به سلول‌های مهاجم مورد استفاده قرار می‌گیرند تا در کنار سایر عملکردها، به آنها حمله شود. سلول‌های TH1 برای ساخت سیتوکین‌هایی مانند اینترفرون گاما ایجاد می‌شوند که ماکروفاژها و لنفوسیت‌های T سیتوتوکسیک (CTL) را فعال می‌کنند.